# Conseil olympique d'Asie
Le Conseil olympique d'Asie (COA) est une instance dirigeante du sport en Asie basée à Koweït au Koweït et représentant actuellement 45 comités nationaux olympiques.
L'actuel président par intérim est Randhir Singh.
Le plus vieux comité national olympique est le Japon, reconnu par le Comité international olympique (CIO) en 1912 ; alors que le Timor oriental reconnu en 2003 est le pays ayant rejoint le COA le plus récemment.

## Pays membres
Dans le tableau suivant, l'année où le CNO est reconnu par le Comité international olympique (CIO) est aussi donnée si elle diffère de sa date de création.
| Nation              | Code | Comité national olympique                                     | Création  | Rub. |
| ------------------- | ---- | ------------------------------------------------------------- | --------- | ---- |
| Afghanistan         | AFG  | Comité national olympique d'Afghanistan                       | 1935/1936 |      |
| Bangladesh          | BAN  | Association olympique du Bangladesh                           | 1979/1980 |      |
| Bhoutan             | BHU  | Comité olympique du Bhoutan                                   | 1983      |      |
| Bahreïn             | BRN  | Comité olympique de Bahreïn                                   | 1978/1979 |      |
| Brunei              | BRU  | Conseil national olympique du Brunei                          | 1984      |      |
| Cambodge            | CAM  | Comité national olympique du Cambodge                         | 1983/1994 |      |
| Chine               | CHN  | Comité olympique chinois                                      | 1910/1979 |      |
| Hong Kong           | HKG  | Fédération des sports et comité olympique de Hong Kong, Chine | 1950/1951 |      |
| Indonésie           | INA  | Comité olympique d'Indonésie                                  | 1946/1952 |      |
| Inde                | IND  | Association olympique indienne                                | 1927      |      |
| Iran                | IRI  | Comité national olympique de la république islamique d'Iran   | 1947      |      |
| Irak                | IRQ  | Comité national olympique de l'Irak                           | 1948      |      |
| Jordanie            | JOR  | Comité olympique jordanien                                    | 1957/1963 |      |
| Japon               | JPN  | Comité olympique japonais                                     | 1911/1912 |      |
| Kazakhstan          | KAZ  | Comité national olympique de la république du Kazakhstan      | 1990/1993 |      |
| Kirghizistan        | KGZ  | Comité national olympique de la République kirghize           | 1991/1993 |      |
| Corée du Sud        | KOR  | Comité olympique sud-coréen                                   | 1946/1947 |      |
| Arabie saoudite     | KSA  | Comité olympique d'Arabie saoudite                            | 1964/1965 |      |
| Koweït              | KUW  | Comité olympique du Koweït                                    | 1957/1966 |      |
| Laos                | LAO  | Comité national olympique du Laos                             | 1975/1979 |      |
| Liban               | LIB  | Comité olympique libanais                                     | 1947/1948 |      |
| Macao               | MAC  | Comité olympique et sportif de Macao, Chine                   | 1987/ —   |      |
| Malaisie            | MAS  | Conseil olympique de Malaisie                                 | 1953/1954 |      |
| Maldives            | MDV  | Comité olympique des Maldives                                 | 1985      |      |
| Mongolie            | MGL  | Comité national olympique de Mongolie                         | 1956/1962 |      |
| Birmanie            | MYA  | Comité olympique birman                                       | 1947      |      |
| Népal               | NEP  | Comité olympique du Népal                                     | 1962/1963 |      |
| Oman                | OMA  | Comité olympique d'Oman                                       | 1982      |      |
| Pakistan            | PAK  | Association olympique du Pakistan                             | 1948      |      |
| Philippines         | PHI  | Comité olympique des Philippines                              | 1911/1929 |      |
| Palestine           | PLE  | Comité olympique de Palestine                                 | 1995      |      |
| Corée du Nord       | PRK  | Comité national olympique nord-coréen                         | 1953/1957 |      |
| Qatar               | QAT  | Comité olympique du Qatar                                     | 1979/1980 |      |
| Singapour           | SIN  | Conseil national olympique de Singapour                       | 1947/1948 |      |
| Sri Lanka           | SRI  | Comité national olympique du Sri Lanka                        | 1937      |      |
| Syrie               | SYR  | Comité olympique syrien                                       | 1948      |      |
| Thaïlande           | THA  | Comité national olympique de Thaïlande                        | 1948/1950 |      |
| Tadjikistan         | TJK  | Comité national olympique de la république du Tadjikistan     | 1992/1993 |      |
| Turkménistan        | TKM  | Comité national olympique du Turkménistan                     | 1990/1993 |      |
| Timor oriental      | TLS  | Comité national olympique du Timor oriental                   | 2003      |      |
| Taipei chinois      | TPE  | Comité olympique de Taipei chinois                            | 1960      |      |
| Émirats arabes unis | UAE  | Comité national olympique des Émirats arabes unis             | 1979/1980 |      |
| Ouzbékistan         | UZB  | Comité national olympique d'Ouzbékistan                       | 1992/1993 |      |
| Vietnam             | VIE  | Comité olympique du Viêt Nam                                  | 1976/1979 |      |
| Yémen               | YEM  | Comité olympique du Yémen                                     | 1971/1981 |      |

## Ancien membre
| Nation | Code | Comité national olympique | Création  | Ref. |
| ------ | ---- | ------------------------- | --------- | ---- |
| Israël | ISR  | Comité olympique d'Israël | 1933/1952 |      |

Israël est maintenant membre des Comités olympiques européens (COE).

## Événements organisés
- Jeux asiatiques
- Jeux d'Asie du Sud-Est
- Jeux de l'Asie de l'Est
- Jeux d'Asie de l'Ouest
- Jeux de l'Asie centrale
- Jeux sud-asiatiques
- Jeux asiatiques en salle
- Jeux asiatiques des arts-martiaux
- Jeux asiatiques de la jeunesse